# Cartel Beltrán Leyva
Le cartel Beltrán Leyva est une organisation criminelle fondée au Mexique par quatre frères de la famille Beltrán Leyva, Arturo (es), Carlos (en), Alfredo et Héctor, originaires de la commune de Badiraguato dans le Sinaloa. Durant des décennies, ils travaillèrent en coopération avec Joaquín Guzmán, dit El Chapo et à la tête du cartel de Sinaloa. Ils se sont éloignés de ce dernier vers 2008, et sont désormais alliés aux Zetas et au cartel de Juárez. Héctor Beltrán Leyva a été arrêté le 1er octobre 2014.
Selon les autorités américaines, qui ont ouvert deux procès en août 2009, à Chicago et Brooklyn, contre Joaquín Guzmán, son allié Ismael Zambada García et Marcos Arturo Beltrán-Leyva (es) (tué le 16 décembre 2009), entre 1990 et 2008 les trois hommes auraient fait entrer plus de 200 tonnes de cocaïne aux États-Unis et en aurait fait sortir plus de 5,8 milliards de dollars.
Le cartel Beltrán Leyva a infiltré la police et même Interpol, ainsi que les bureaux du procureur général de la république du Mexique, comme l'a montré l'Operación Limpieza . Arturo Beltrán Leyva, tué par les marines le 16 décembre 2009, était soupçonné de payer 450 000 dollars par mois au chef de l'unité de lutte contre les narcotrafiquants (SIEDO (en)), Noé Ramírez Mandujano (en), qui fut arrêté en août 2008 pour corruption,. Ramírez Mandujano a depuis été acquitté des charges qui avaient été déposées contre lui, après avoir purgé quatre ans de prison. Le chanteur Ramón Ayala, détenteur d'un Grammy Award, a aussi été inculpé pour liens avec le cartel après avoir été arrêté alors qu'il chantait pour les Beltrán Leyva,.
L'arrestation d'Alfredo Beltrán Leyva le 20 janvier 2008 porta un coup violent au cartel de Sinaloa. Ses frères accusèrent El Chapo de l'avoir donné, et ordonnèrent en vengeance l'assassinat de son fils de 22 ans, Édgar Guzmán López. Ils assassinèrent également des membres de la police, dont le commissaire de la police fédérale Édgar Eusebio Millán Gómez (en). Le conflit avec le cartel de Sinaloa explique en partie les bains de sang entre mafieux ayant lieu depuis 2008 à Ciudad Juárez, puis, à partir de février 2010, dans la ville-frontière de Reynosa.
Héctor Beltrán Leyva, à la tête de l'une des factions du cartel avec son homme de main Sergio Villarreal Barragán (en), emploie sous ses ordres un sicaire âgé de 12 ans[réf. nécessaire].

## Arrestations et décès
- Sandra Ávila Beltrán, arrêtée le 28 septembre 2007 avec son amant Juan Diego Espinoza Ramírez
- Alfredo Beltrán Leyva, arrêté le 20 janvier 2008
- Marcos Arturo Beltrán-Leyva (es), tué par les marines le 16 décembre 2009 (six soldats furent tués lors de la fusillade[3]).
- Carlos Beltrán Leyva (en), arrêté par la police fédérale le 30 décembre 2009 à Culiacán
- Gerardo Alvarez-Vazquez (en), l'un des lieutenants du cartel, arrêté près de Mexico le 22 avril 2010; les États-Unis avaient offert une prime de 2 millions de dollars pour sa capture
- Edgar Valdez Villarreal (en), leader d'une faction du cartel et rival d'Héctor Beltrán Leyva, arrêté le 30 août 2010 près de Mexico
- Sergio Villarreal Barragán (en), arrêté à Puebla, près de Mexico, le 13 septembre 2010. Certaines sources le décrivent toutefois comme ancien chef des tueurs des frères Beltran Leyva, devenu chef du cartel de Juarez[7].
- Héctor Beltrán Leyva, arrêté en 2014, mort d'une crise cardiaque le 18 novembre 2018[8]